# هي أو
هي أو (هانغل: 오희) هي رياضياتية وأستاذة جامعية كورية جنوبية، ولدت في 1969 في كوريا الجنوبية. حاصلةُ على جائزة روث ليتل ساتر في الرياضيات عام 2015.